# 河内郡
- 令制国一覧 > 東山道 > 下野国 > 河内郡
- 日本 > 関東地方 > 栃木県 > 河内郡

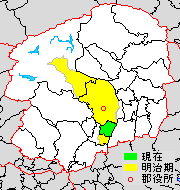
栃木県河内郡の範囲（緑：上三川町 黄：明治期）

河内郡（かわちぐん）は、栃木県（下野国）の郡。
人口30,105人、面積54.39km²、人口密度554人/km²。（2025年5月1日、推計人口）
以下の1町を含む。
- 上三川町（かみのかわまち）

## 郡域
上記の1町のほか、1878年（明治11年）に行政区画として発足した当時の郡域は、現在の行政区画では概ね以下の区域に相当する。
- 宇都宮市（鬼怒川以西および桑島町）
- 日光市（猪倉、木和田島、水無、森友、荊沢、芹沼、倉ヶ崎新田、倉ヶ崎、大桑町、小百以東かつ川室、大桑町、栗原、佐下部以南）
- 下野市（下坪山、仁良川、薬師寺以東および烏ケ森一・二丁目、緑一 - 六丁目、祇園一 - 四丁目、医大前一 - 四丁目の一部）
- 鹿沼市（古賀志町、高谷）

宇都宮市桑島町は後に芳賀郡に編入されている。自治医大駅周辺の住居表示実施地区の境界は不詳。

## 歴史
- 和名類聚抄によると、当時管内には丈部（ハセツカヘ）、刑部（オサカヘ）、大續、酒部（サカヘ）、三川（ミノカハ）、財部（タカラヘ）、眞壁（マカヘ）、輕部（カルヘ）、池邉（イケノヘ）、衣川の10郷があった。

### 近代以降の沿革
- 「旧高旧領取調帳」に記載されている明治初年時点での支配は以下の通り。幕府領は真岡代官所が管轄。●は村内に寺社領が、○は寺社除地（領主から年貢免除の特権を与えられた土地）が存在。（1町213村）

| 知行         | 知行                     | 村数     | 村名 |
| ------------ | ------------------------ | -------- | --- |
| 幕府領       | 幕府領                   | 19村     | 下吉田村、東館村（上三川村のうち）、西木代村、平塚村、雀宮村、上砥上村、下砥上村、荒針村、田野村、田下村、野沢村、上金井村、下金井村、徳次郎村、大網村、上石那田村、下石那田村、下小池村、上小池村、山口村 |
| 幕府領       | 旗本領                   | 23村     | 成田村、●上坪山村、新坪山村、古坪山村、上神主村、下神主村、●本吉田村、上吉田村、別当河原村、中川島村、上川島村、谷地賀村、三軒在家村、東蓼沼村、免之内村、上荒針村、中荒針村、南荒針村、飯田村、上猪倉村、下猪倉村、飯山村、根室村 |
| 幕府領       | 幕府領・旗本領           | 18村     | 大山村、梁村、下文挾村、薬師寺村、川中子村、三王山村、坂ノ上村、●五分一村、三村、三本木村、上三川村、上蒲生村、上郷村、橋本村、古賀志村、塩野室村、小林村、木和田島村 |
| 藩領         | 下野宇都宮藩             | 1町 95村 | 宇都宮城下、小里村、西汗村、東汗村、上文挾村、東木代村、東刑部村、●西刑部村、砂田村、猿山新田、猿山村、大塚村、東川田村、屋板村、上横田村、東横田村、上御田村、中島村、鷺谷村、幕田村、西川田村、○江曽島村、兵庫塚新田、●西原村、●簗瀬村、●宿郷村、●塙田村、●今泉村、今泉新田、●上桑島村、下桑島村、石井村、下越戸新田、平松村、●嶺村、上越戸新田、下平出村、小原新田、柳原新田、上平出村、下岡本村、中岡本村、海道新田、大塚新田、上川俣村、下川俣村、竹林村、大曽村、山本村、岩曽村、岩本村、下田原村、上田原村、上台新田、土手下新田、相野沢新田、下田原古新田、広表新田、下田原新々田、長峯新田、上岡本村、白沢村、下ヶ橋村、芦沼村、上小倉村、下小倉村、今里村、松田新田、関白村、冬室村、金田村、立伏村、●高松村、戸祭村、中丸新田、江黒新田、山崎新田、細谷新田、野沢新田、西岡新田、仁郎塚新田、●駒生村、立岩新田、長岡村、横山村、高谷林新田、藤岡新田、足次新田、岩原村、新里村、上横倉村、下横倉村、篠井村、宮山田村、台新田村 |
| 藩領         | 出羽久保田藩             | 7村      | 町田村、田中村、東根村、花田村、絹板村、磯部村、仁良川村 |
| 藩領         | 下野高徳藩               | 5村      | 羽牛田村、下反町村、東谷村、下横田村、御田長島村 |
| 藩領         | 下総関宿藩               | 3村      | 鞘堂新田、茂原村、御田茂原村 |
| 藩領         | 下野吹上藩               | 1村      | 猪倉村 |
| 藩領         | 下総多古藩               | 1村      | 福岡村 |
| 幕府領・藩領 | 幕府領・宇都宮藩         | 3村      | 磯新田、石田村、鶴田村 |
| 幕府領・藩領 | 幕府領・関宿藩           | 2村      | 西蓼沼村、針ヶ谷村 |
| 幕府領・藩領 | 旗本領・吹上藩           | 3村      | 上欠下村、下欠下村、沓掛村 |
| 幕府領・藩領 | 旗本領・宇都宮藩・吹上藩 | 1村      | 中里村 |
| 幕府領・藩領 | 幕府領・旗本領・関宿藩   | 2村      | 多功村、下蒲生村 |
| 幕府領・藩領 | 幕府領・旗本領・秋田藩   | 1村      | 下坪山村 |
| その他       | 日光領                   | 22村     | 嘉多蔵村、大沢村、森友村、薄井沢村、大室村、沢又村、矢野口村、針貝村、町谷村、轟村、大渡村、川室新田、大桑村、栗原村、佐下部村、原宿村、高柴新田、倉ヶ崎新田、倉ヶ崎村、芹沼村、芹沼新田、芹沼荊沢入会新田（芹沼村、荊沢村のうち）、小百村 |
| その他       | 寺社領                   | 7村      | 堀米村、関沢村、瓦谷村、逆面村、叶谷村、水無村、荊沢村 |

- 慶応4年
  - 6月4日（1868年7月23日） - 佐賀藩士の鍋島道太郎が真岡知県事に就任。幕府領・旗本領を管轄。
  - 8月 - 日光奉行が管轄する日光領を収公。
- 明治初年（1町214村）
  - 御田茂原村が茂原村に編入。
  - 上桑島村・下桑島村から桑島新田が起立。
  - このころ宇都宮明神社領（堀米村、関沢村、瓦谷村、逆面村、叶谷村）が宇都宮藩の管轄となる。
  - 1村として扱われていた戸祭村が上戸祭村・下戸祭村の2村となる。
- 明治2年2月15日（1869年3月27日） - 真岡知県事が日光県に改称。
- 明治3年3月19日（1870年4月19日） - 高徳藩が転封となり、領地を日光県に編入。
- 明治4年
  - 1月13日（1871年3月3日） - 久保田藩が秋田藩に改称。
  - 7月14日（1871年8月29日） - 廃藩置県により藩領が宇都宮県、秋田県、関宿県、吹上県、多古県の管轄となる。
  - 11月14日（1871年12月25日） - 第1次府県統合により全域が宇都宮県の管轄となる。
- 1873年（明治6年）6月15日 - 宇都宮県が栃木県に合併。
- 1872年（明治5年）（1町213村）
  - 猿山村・大塚村が合併して下栗村となる。
  - このころ上戸祭村・下戸祭村が戸祭村上組・戸祭村下組に改称。
- 1874年（明治7年）（1町199村）
  - 上石那田村・下石那田村が合併して石那田村となる。
  - 広表新田・下田原新々田が合併して宝井村となる。
  - 橋本村・三軒在家村・小里村が上郷村に、新坪山村・古坪山村が上坪山村に、上荒針村・中荒針村・南荒針村が荒針村に、上猪倉村・下猪倉村が猪倉村に、下越戸新田が石井村にそれぞれ編入。
  - このころ立岩新田が荒針村に編入。
- 1875年（明治8年）（1町187村）
  - 上台新田・土手下新田が合併して上田村となる。
  - 中丸新田・江黒新田・山崎新田・細谷新田・野沢新田・西岡新田・仁郎塚新田・高谷林新田・藤岡新田・足次新田が合併して宝木村となる。
  - 堀米村・関沢村が合併して関堀村となる。
  - 上岡本村が白沢村に編入。
- 1876年（明治9年） - 兵庫塚新田が兵庫塚村に、柳原新田が柳田村に、下田原古新田が古田村に、磯新田が磯岡村にそれぞれ改称。
- 1878年（明治11年）
  - 11月8日 - 郡区町村編制法の栃木県での施行により、行政区画としての河内郡が発足。
  - 12月 - 塙田村二里山（現・宇都宮市戸祭元町）に郡役所を設置[9]。
- 1881年（明治14年）9月 - 宇都宮一条町（現・宇都宮市江野町）に郡役所庁舎が新築される[9]。
- 1886年（明治19年） - 西原村、塙田村がそれぞれ西原町、塙田町に改称。（2町186村）

### 町村制以降の沿革

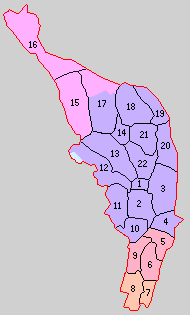
1.宇都宮町 2.横川村 3.平石村 4瑞穂野村 5.本郷村 6.上三川村 7.吉田村 8.薬師寺村 9.多功村 10.雀宮村 11.姿川村 12.城山村 13.国本村 14.富屋村 15.大沢村 16.豊岡村 17.篠井村 18.羽黒村 19.絹島村 20.古里村 21.田原村 22.豊郷村 （紫：宇都宮市 桃：日光市 橙：下野市 赤：上三川町 水色：鹿沼市）

- 1889年（明治22年）4月1日 - 町村制の施行により、以下の町村が発足。（1町21村[9]）
  - 宇都宮町 ← 宇都宮城下62町[10]、西原町、塙田町、今泉村、宿郷村、簗瀬村、戸祭村下組（現宇都宮市）
  - 横川村 ← 平松村、下栗村、猿山新田、砂田村、屋板村、台新田村、東川田村、上横田村、東横田村、江曽島村（現宇都宮市）
  - 平石村 ← 石井村、上平出村、下平出村、小原新田、柳田村、上越戸新田、峯村（現宇都宮市）
  - 瑞穂野村 ← 東刑部村、西刑部村、平塚村、上桑島村、下桑島村、桑島新田、東木代村（現宇都宮市）
  - 本郷村 ← 上郷村、東蓼沼村、西蓼沼村、東汗村、西汗村、上文挟村、西木代村、磯岡村（現上三川町）
  - 上三川村 ← 上三川村、上蒲生村、下蒲生村、三村、五分一村、坂ノ上村、三本木村（現上三川町）
  - 吉田村 ← 本吉田村、上吉田村、下吉田村、別当河原村、上川島村、中川島村、三王山村、東根村、上坪山村、下坪山村、絹板村、花田村、磯部村（現下野市）
  - 薬師寺村 ← 成田村、町田村、谷地賀村、田中村、薬師寺村、仁良川村、下文挟村（現下野市）
  - 多功村 ← 多功村、梁村、川中子村、大山村、上神主村、下神主村、石田村、鞘堂新田（現上三川町）
  - 雀宮村 ← 針ヶ谷村、雀宮村、上御田村、中島村、下横田村、下反町村、羽牛田村、東谷村、茂原村、御田長島村（現宇都宮市）
  - 姿川村 ← 西川田村、兵庫塚村、幕田村、鷺谷村、下欠下村、上欠下村、下砥上村、上砥上村、鶴田村（現宇都宮市）
  - 城山村 ← 荒針村、田下村、田野村、福岡村、飯田村、駒生村（現宇都宮市）、古賀志村（現宇都宮市・鹿沼市）
  - 国本村 ← 戸祭村上組、宝木村、野沢村、新里村、岩原村（現宇都宮市）
  - 富屋村 ← 徳次郎村、下金井村、上金井村、下横倉村、上横倉村、大網村（現宇都宮市）
  - 大沢村 ← 大沢村、猪倉村、木和田島村、山口村、根室村、水無村、森友村、薄井沢村、大室村、荊沢村、針貝村（現日光市）
  - 豊岡村 ← 大桑村、町谷村、大渡村、轟村、芹沼村、芹沼新田、倉ヶ崎新田、倉ヶ崎村、川室新田、高柴新田、原宿村、栗原村、佐下部村、小百村（現日光市）
  - 篠井村 ← 石那田村、下小池村、上小池村（現宇都宮市）、小林村、沢又村、沓掛村、塩野室村、矢野口村（現日光市）、篠井村、飯山村、嘉多蔵村（現宇都宮市・日光市）
  - 羽黒村 ← 中里村、免之内村、金田村、冬室村、高松村、関白村、宮山田村、今里村、松田新田、上田村（現宇都宮市）
  - 絹島村 ← 上小倉村、下小倉村、芦沼村（現宇都宮市）
  - 古里村 ← 中岡本村、下岡本村、岡本新田、白沢村、長峯新田、下ヶ橋村（現宇都宮市）
  - 田原村 ← 上田原村、下田原村、逆面村、叶谷村、立伏村、相野沢新田、古田村、宝井村、大塚新田（現宇都宮市）
  - 豊郷村 ← 大曽村、山本村、長岡村、海道新田、上川俣村、下川俣村、岩本村、瓦谷村、関堀村、岩曽村、竹林村、横山村、今泉新田（現宇都宮市）
- 1891年（明治24年）12月26日 - 多功村が明治村に改称。
- 1893年（明治26年）7月1日 - 上三川村が町制施行して上三川町となる。（2町20村）
- 1896年（明治29年）4月1日 - 宇都宮町が市制施行して宇都宮市となり、郡より離脱。（1町20村）
- 1897年（明治30年）7月1日 - 郡制を施行。
- 1923年（大正12年）4月1日 - 郡会が廃止。郡役所は存続。
- 1926年（大正15年）7月1日 - 郡役所が廃止。以降は地域区分名称となる。
- 1942年（昭和17年）7月1日 - 平石村の一部（大字峯）が宇都宮市に編入。
- 1949年（昭和24年）4月1日
  - 横川村の一部（大字平松の一部）および豊郷村の一部（大字大曽）が宇都宮市に編入。
  - 瑞穂野村の一部が芳賀郡清原村（現宇都宮市）に編入。
  - 城山村の一部が上都賀郡菊沢村（現鹿沼市）に編入。
- 1951年（昭和26年）
  - 6月1日 - 平石村の一部（大字上平出・上越戸新田の各一部）が宇都宮市に編入。
  - 6月25日 - 平石村の一部（大字上平出の一部）が豊郷村に編入。
- 1952年（昭和27年）
  - 4月1日 - 横川村の一部（大字江曽島の一部）が宇都宮市に編入。
  - 6月1日 - 国本村の一部（大字国本および宝木の一部）が宇都宮市に編入。
- 1953年（昭和28年）11月1日 - 雀宮村が町制施行して雀宮町となる。（2町19村）
- 1954年（昭和29年）
  - 3月31日 - 豊岡村が上都賀郡今市町に編入。今市町は同日市制施行して今市市（現日光市）となる。（2町18村）
  - 8月1日 - 平石村が宇都宮市に編入。（2町17村）
  - 9月25日 - 横川村が宇都宮市に編入。（2町16村）
  - 10月1日 - 瑞穂野村が宇都宮市に編入。（2町15村）
  - 11月1日（2町9村）
    - 城山村・国本村・富屋村・豊郷村および篠井村の一部（大字石那田・上小池・下小池および篠井・嘉多蔵・飯山の各一部）が宇都宮市に編入。
    - 大沢村および篠井村の残部（大字小林・沢又・沓掛・塩野室・矢野口および篠井・嘉多蔵・飯山の各一部）が今市市に編入。
- 1955年（昭和30年）
  - 4月1日（1町6村）
    - 雀宮町・姿川村が宇都宮市に編入。
    - 羽黒村・絹島村が合併して上河内村が発足。
    - 古里村・田原村が合併して河内村が発足。

  - 4月29日（1町3村）
    - 上三川町・本郷村・明治村が合併し、改めて上三川町が発足。
    - 吉田村・薬師寺村が合併して南河内村が発足。
- 1966年（昭和41年）4月1日 - 河内村が町制施行して河内町となる。（2町2村）
- 1971年（昭和46年）4月1日 - 南河内村が町制施行して南河内町となる。（3町1村）
- 1994年（平成6年）7月1日 - 上河内村が町制施行して上河内町となる。（4町）
- 2006年（平成18年）1月10日 - 南河内町が下都賀郡石橋町・国分寺町と合併して下野市が発足し、郡より離脱。（3町）
- 2007年（平成19年）3月31日 - 上河内町・河内町が宇都宮市に編入。（1町）

### 変遷表
|                                | 明治22年4月1日 | 明治22年 - 昭和25年                 | 昭和26年 - 昭和29年                           | 昭和26年 - 昭和29年                           | 昭和30年 - 昭和34年      | 昭和35年 - 昭和64年 | 平成1年 - 現在               | 平成1年 - 現在               | 現在                           |
|                                | 城山村         | 昭和24年4月1日 上都賀郡菊沢村に編入 | 昭和29年10月1日 鹿沼市の一部                  | 昭和29年10月1日 鹿沼市の一部                  | 鹿沼市                   | 鹿沼市              | 鹿沼市                       | 鹿沼市                       | 鹿沼市                         |
| 城山村                         | 城山村         | 昭和29年11月1日 宇都宮市に編入      | 昭和29年11月1日 宇都宮市に編入                | 宇都宮市                                      | 宇都宮市                 | 宇都宮市            | 宇都宮市                     | 宇都宮市                     |                                |
|                                | 宇都宮町       | 明治29年4月1日 市制                 | 宇都宮市                                      | 宇都宮市                                      | 宇都宮市                 | 宇都宮市            | 宇都宮市                     | 宇都宮市                     |                                |
|                                | 平石村         | 昭和17年7月1日 宇都宮市に編入       | 宇都宮市                                      | 宇都宮市                                      | 宇都宮市                 | 宇都宮市            | 宇都宮市                     | 宇都宮市                     |                                |
| 平石村                         | 平石村         | 昭和26年6月1日 宇都宮市に編入       | 昭和26年6月1日 宇都宮市に編入                 |                                               | 宇都宮市                 | 宇都宮市            | 宇都宮市                     | 宇都宮市                     |                                |
| 平石村                         | 平石村         | 昭和29年8月1日 宇都宮市に編入       |                                               |                                               | 宇都宮市                 | 宇都宮市            | 宇都宮市                     | 宇都宮市                     |                                |
| 平石村                         | 平石村         | 昭和26年6月25日 豊郷村に編入        | 昭和29年11月1日 宇都宮市に編入                |                                               | 宇都宮市                 | 宇都宮市            | 宇都宮市                     | 宇都宮市                     |                                |
|                                | 豊郷村         | 豊郷村                              | 昭和29年11月1日 宇都宮市に編入                | 豊郷村                                        | 宇都宮市                 | 宇都宮市            | 宇都宮市                     | 宇都宮市                     |                                |
| 昭和24年4月1日 宇都宮市に編入  | 豊郷村         | 宇都宮市                            | 宇都宮市                                      |                                               | 宇都宮市                 | 宇都宮市            | 宇都宮市                     | 宇都宮市                     |                                |
|                                | 横川村         | 宇都宮市                            | 宇都宮市                                      | 昭和24年4月1日 宇都宮市に編入                 | 宇都宮市                 | 宇都宮市            | 宇都宮市                     | 宇都宮市                     |                                |
| 横川村                         | 横川村         | 昭和27年4月1日 宇都宮市に編入       | 昭和27年4月1日 宇都宮市に編入                 |                                               | 宇都宮市                 | 宇都宮市            | 宇都宮市                     | 宇都宮市                     |                                |
| 横川村                         | 横川村         | 昭和29年9月25日 宇都宮市に編入      |                                               |                                               | 宇都宮市                 | 宇都宮市            | 宇都宮市                     | 宇都宮市                     |                                |
|                                | 国本村         | 国本村                              | 昭和27年6月1日 宇都宮市に編入                 | 昭和27年6月1日 宇都宮市に編入                 | 宇都宮市                 | 宇都宮市            | 宇都宮市                     | 宇都宮市                     |                                |
| 昭和29年11月1日 宇都宮市に編入 | 国本村         | 国本村                              |                                               |                                               | 宇都宮市                 | 宇都宮市            | 宇都宮市                     | 宇都宮市                     |                                |
|                                | 瑞穂野村       | 昭和24年4月1日 芳賀郡清原村に編入   | 昭和29年8月10日 宇都宮市に編入                | 昭和29年8月10日 宇都宮市に編入                | 宇都宮市                 | 宇都宮市            | 宇都宮市                     | 宇都宮市                     |                                |
| 瑞穂野村                       | 瑞穂野村       | 昭和29年10月1日 宇都宮市に編入      | 昭和29年10月1日 宇都宮市に編入                |                                               | 宇都宮市                 | 宇都宮市            | 宇都宮市                     | 宇都宮市                     |                                |
|                                | 富屋村         | 富屋村                              | 昭和29年11月1日 宇都宮市に編入                | 昭和29年11月1日 宇都宮市に編入                | 宇都宮市                 | 宇都宮市            | 宇都宮市                     | 宇都宮市                     |                                |
|                                | 雀宮村         | 雀宮村                              | 昭和28年11月1日 町制                          | 昭和28年11月1日 町制                          | 宇都宮市                 | 宇都宮市            | 宇都宮市                     | 宇都宮市                     | 昭和30年4月1日 宇都宮市に編入  |
|                                | 姿川村         | 姿川村                              | 姿川村                                        | 姿川村                                        | 宇都宮市                 | 宇都宮市            | 宇都宮市                     | 宇都宮市                     | 昭和30年4月1日 宇都宮市に編入  |
|                                | 古里村         | 古里村                              | 古里村                                        | 古里村                                        | 昭和30年4月1日 河内村    | 昭和41年4月1日 町制 | 河内町                       | 宇都宮市                     | 平成19年3月31日 宇都宮市に編入 |
|                                | 田原村         | 田原村                              | 田原村                                        | 田原村                                        | 昭和30年4月1日 河内村    | 昭和41年4月1日 町制 | 河内町                       | 宇都宮市                     | 平成19年3月31日 宇都宮市に編入 |
|                                | 羽黒村         | 羽黒村                              | 羽黒村                                        | 羽黒村                                        | 昭和30年4月1日 上河内村  | 上河内村            | 平成6年7月1日 町制           | 宇都宮市                     | 平成19年3月31日 宇都宮市に編入 |
|                                | 絹島村         | 絹島村                              | 絹島村                                        | 絹島村                                        | 昭和30年4月1日 上河内村  | 上河内村            | 平成6年7月1日 町制           | 宇都宮市                     | 平成19年3月31日 宇都宮市に編入 |
|                                | 篠井村         | 篠井村                              | 昭和29年11月1日 宇都宮市に編入                | 昭和29年11月1日 宇都宮市に編入                | 宇都宮市                 | 宇都宮市            | 宇都宮市                     | 宇都宮市                     |                                |
|                                | 篠井村         | 篠井村                              | 昭和29年11月1日 今市市に編入                  | 昭和29年11月1日 今市市に編入                  | 今市市                   | 今市市              | 平成18年3月20日 日光市の一部 | 平成18年3月20日 日光市の一部 | 日光市                         |
|                                | 大沢村         | 大沢村                              | 昭和29年11月1日 今市市に編入                  | 昭和29年11月1日 今市市に編入                  | 今市市                   | 今市市              | 平成18年3月20日 日光市の一部 | 平成18年3月20日 日光市の一部 | 日光市                         |
|                                | 豊岡村         | 豊岡村                              | 昭和29年3月31日 上都賀郡今市町に編入 同日市制 | 昭和29年3月31日 上都賀郡今市町に編入 同日市制 | 今市市                   | 今市市              | 平成18年3月20日 日光市の一部 | 平成18年3月20日 日光市の一部 | 日光市                         |
|                                | 上三川村       | 明治26年7月1日 町制                 | 上三川町                                      | 上三川町                                      | 昭和30年4月29日 上三川町 | 上三川町            | 上三川町                     | 上三川町                     | 上三川町                       |
|                                | 本郷村         | 本郷村                              | 本郷村                                        | 本郷村                                        | 昭和30年4月29日 上三川町 | 上三川町            | 上三川町                     | 上三川町                     | 上三川町                       |
|                                | 多功村         | 明治24年12月26日 改称 明治村        | 明治村                                        | 明治村                                        | 昭和30年4月29日 上三川町 | 上三川町            | 上三川町                     | 上三川町                     | 上三川町                       |
|                                | 吉田村         | 吉田村                              | 吉田村                                        | 吉田村                                        | 昭和30年4月29日 南河内村 | 昭和46年4月1日 町制 | 平成18年1月10日 下野市の一部 | 平成18年1月10日 下野市の一部 | 下野市                         |
|                                | 薬師寺村       | 薬師寺村                            | 薬師寺村                                      | 薬師寺村                                      | 昭和30年4月29日 南河内村 | 昭和46年4月1日 町制 | 平成18年1月10日 下野市の一部 | 平成18年1月10日 下野市の一部 | 下野市                         |

## 行政
歴代郡長
| 代 | 氏名     | 就任年月日                | 退任年月日                | 備考                                         |
| -- | -------- | ------------------------- | ------------------------- | -------------------------------------------- |
| 1  | 森岡真   | 明治11年（1878年）11月8日 |                           | 豊岡県士族                                   |
|    | 川村伝蔵 |                           |                           | 明治17年（1884年）11月、病気につき御暇を願出 |
|    | 梅村寛逸 |                           |                           | 第十四師団、軍道に桜並木植える               |
|    |          |                           | 大正15年（1926年）6月30日 | 郡役所廃止により、廃官                       |

### 郡役所
郡区町村編成法に基づき、塙田村二里山（現・宇都宮市戸祭元町）の旧神主・中里市正邸に郡役所を1878年（明治11年）12月に設置した。1881年（明治14年）9月に宇都宮一条町（現・宇都宮市江野町、元気寿司東武店付近）に新庁舎が竣工し、そこへ移転した。郡役所は通りを挟んで宇都宮監獄署と向かい合っていた。1896年（明治29年）4月に宇都宮町は市制を施行して郡を離脱するが、郡役所は1926年（大正15年）7月に廃止されるまで一条町に残っていた。
郡役所は県と町村の間での連絡調整機関であり、郡の事務統括、法定事務または県令からの委任事務の執行・報告、郡内町村の統括という役割を担っていた。

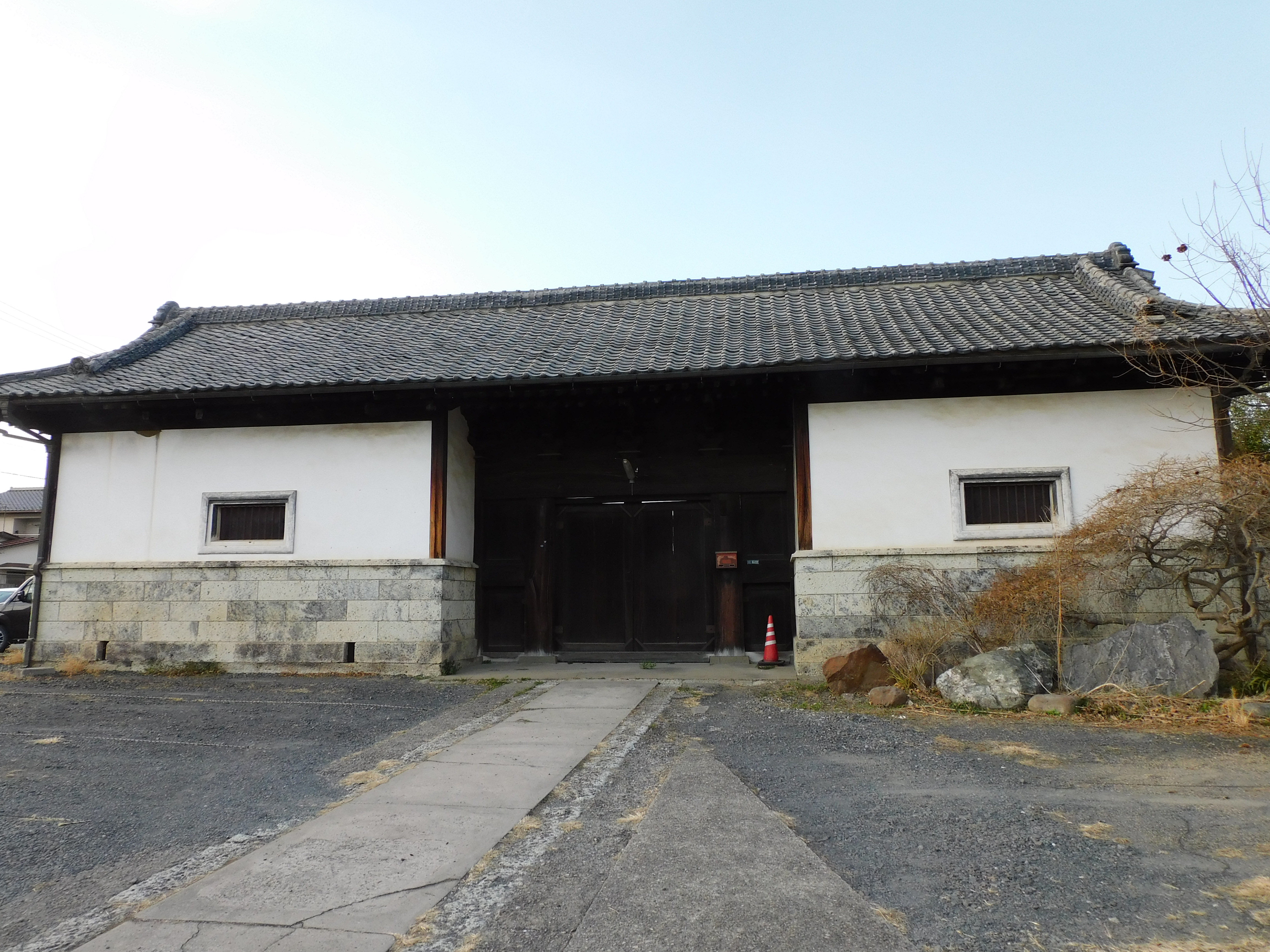
初代・河内郡役所の門
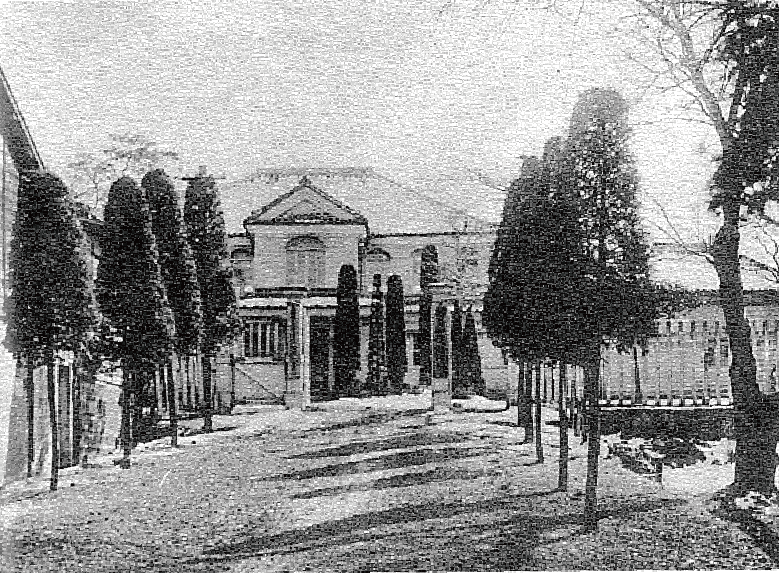
2代目・河内郡役所庁舎